# 描写
| ウィキペディアには「描写」という見出しの百科事典記事はありません（タイトルに「描写」を含むページの一覧/「描写」で始まるページの一覧）。 代わりにウィクショナリーのページ「描写」が役に立つかもしれません。 |